# These Are the Ways
"These Are the Ways" é uma canção da banda norte-americana de rock Red Hot Chili Peppers. Foi lançada em 31 de março de 2022 como o segundo single de seu décimo segundo álbum de estúdio, Unlimited Love (2022).

## Videoclipe
Um videoclipe foi lançado simultaneamente com o single, dirigido por Malia James e com a participação de Dina Shihabi. O vídeo mostra Anthony Kiedis sendo perseguido por policiais depois de roubar itens de uma loja de conveniência, adentrando em quintais, casas em festa, entrando e saindo de apartamentos, e passando por paparazzi. A esposa de Flea, Melody Ehsani, também aparece no clipe.

## Apresentações ao vivo
A estreia ao vivo da canção aconteceu em 1.º de abril de 2022 no programa Jimmy Kimmel Live.

## Pessoal
Red Hot Chili Peppers
- Anthony Kiedis – vocais principais
- Flea – baixo
- Chad Smith – bateria
- John Frusciante – guitarra, vocais de apoio

## Desempenho nas tabelas musicais
| Tabela musical (2022)                                   | Melhor posição |
| ------------------------------------------------------- | -------------- |
| Estados Unidos (Billboard Hot Rock & Alternative Songs) | 38             |
| Nova Zelândia (Hot Singles — RMNZ)                      | 17             |
| Países Baixos (Single Tip — MegaCharts)                 | 29             |

## Histórico de lançamento
| Região         | Data                | Formato                    | Gravadora | Ref.   |
| -------------- | ------------------- | -------------------------- | --------- | ------ |
| Várias         | 31 de março de 2022 | Download digital streaming | Warner    | [ 1 ]  |
| Estados Unidos | 7 de junho de 2022  | Alternative radio          | Warner    | [ 10 ] |
| Estados Unidos | 7 de junho de 2022  | Mainstream rock radio      | Warner    | [ 11 ] |